# Saint-Maixent-sur-Vie
Pour les articles homonymes, voir Saint-Maixent.
Saint-Maixent-sur-Vie est une commune du Centre-Ouest de la France, située dans le département de la Vendée en région Pays de la Loire.

## Géographie
Le territoire municipal de Saint-Maixent-sur-Vie s'étend sur 1 074 hectares. L'altitude moyenne de la commune est de 22 mètres, avec des niveaux fluctuant entre 2 et 37 mètres,.
|               | Commequiers           |      |
| Le Fenouiller | Saint-Maixent-sur-Vie | Coex |
|               | Saint-Révérend        |      |

### Climat
Pour des articles plus généraux, voir Climat des Pays de la Loire et Climat de la Vendée.
En 2010, le climat de la commune est de type climat océanique franc, selon une étude du CNRS s'appuyant sur une série de données couvrant la période 1971-2000. En 2020, Météo-France publie une typologie des climats de la France métropolitaine dans laquelle la commune est exposée à un climat océanique et est dans la région climatique  Bretagne orientale et méridionale, Pays nantais, Vendée, caractérisée par une faible pluviométrie en été et une bonne insolation. 
Pour la période 1971-2000, la température annuelle moyenne est de 12,6 °C, avec une amplitude thermique annuelle de 13,2 °C. Le cumul annuel moyen de précipitations est de 805 mm, avec 12,4 jours de précipitations en janvier et 6,3 jours en juillet. Pour la période 1991-2020, la température moyenne annuelle observée sur la station météorologique de Météo-France la plus proche, sur la commune du Perrier à 16 km à vol d'oiseau, est de 12,8 °C et le cumul annuel moyen de précipitations est de 762,1 mm,. Pour l'avenir, les paramètres climatiques de la commune estimés pour 2050 selon différents scénarios d'émission de gaz à effet de serre sont consultables sur un site dédié publié par Météo-France en novembre 2022.

## Urbanisme

### Typologie
Au 1er janvier 2024, Saint-Maixent-sur-Vie est catégorisée commune rurale à habitat dispersé, selon la nouvelle grille communale de densité à sept niveaux définie par l'Insee en 2022.
Elle est située hors unité urbaine. Par ailleurs la commune fait partie de l'aire d'attraction de Saint-Hilaire-de-Riez, dont elle est une commune de la couronne,. Cette aire, qui regroupe 13 communes, est catégorisée dans les aires de moins de 50 000 habitants,.

### Occupation des sols
L'occupation des sols de la commune, telle qu'elle ressort de la base de données européenne d’occupation biophysique des sols Corine Land Cover (CLC), est marquée par l'importance des territoires agricoles (91,9 % en 2018), en diminution par rapport à 1990 (96,1 %). La répartition détaillée en 2018 est la suivante : 
terres arables (50,5 %), zones agricoles hétérogènes (23,7 %), prairies (17,7 %), zones urbanisées (8,1 %). L'évolution de l’occupation des sols de la commune et de ses infrastructures peut être observée sur les différentes représentations cartographiques du territoire : la carte de Cassini (XVIIIe siècle), la carte d'état-major (1820-1866) et les cartes ou photos aériennes de l'IGN pour la période actuelle (1950 à aujourd'hui).

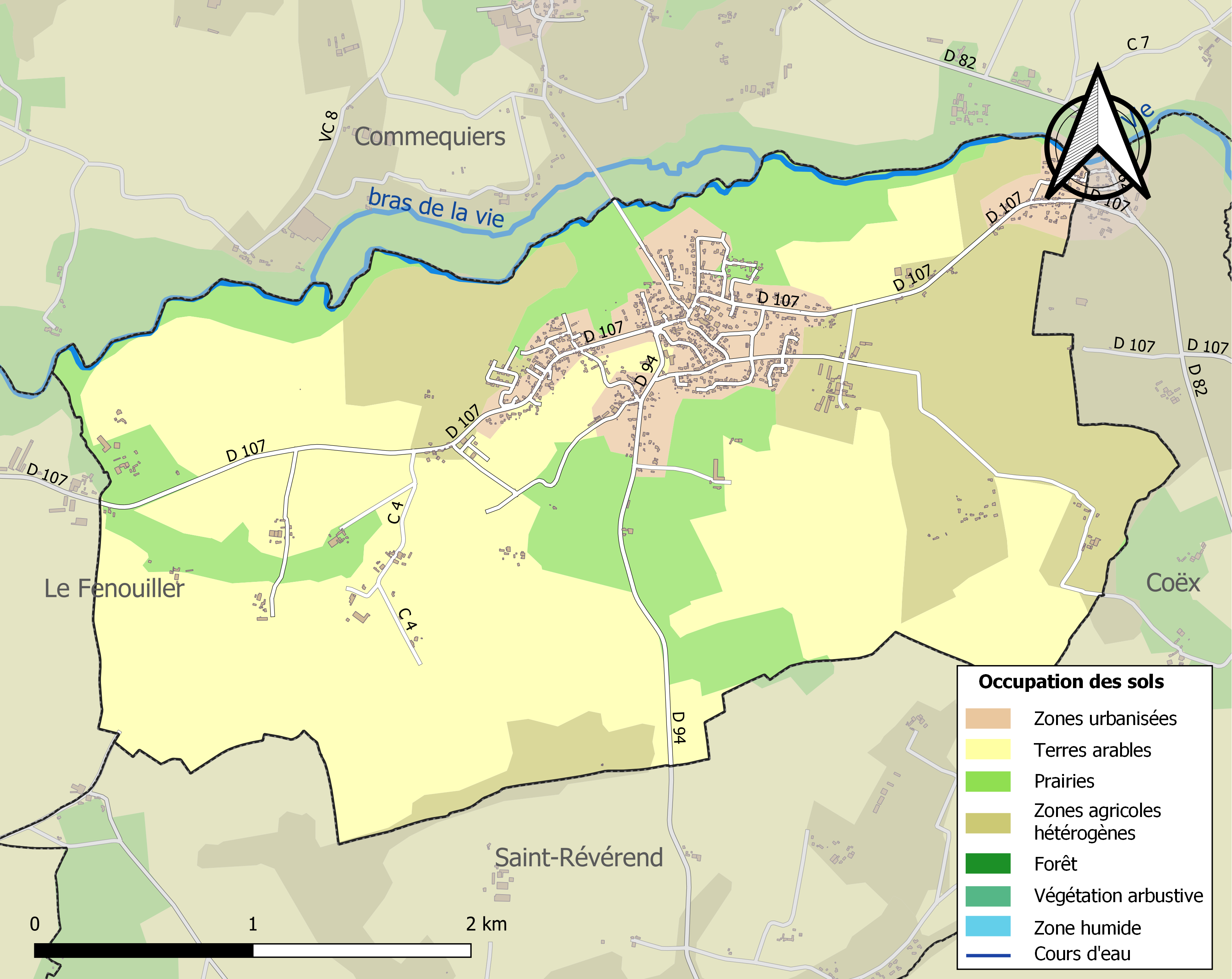
Carte des infrastructures et de l'occupation des sols de la commune en 2018 (CLC).

## Histoire
Lors de la Première Guerre mondiale, plusieurs soldats de la commune meurent au combat. Voici le destin de l'un de ces poilus:

Voisin Jean Marie Pierre, né le 8 avril 1872 à Saint-Maixent-sur-Vie en Vendée, mort le 5 novembre 1915 à l’hôpital temporaire n°5 à Amiens dans la Somme. Il est le fils de Voisin Jean Louis, mort le 4 janvier 1905 à Saint-Maixent-sur-Vie et Mornet «Gracieuse» Astasie, morte quelques jours après sa naissance, le 25 avril 1872, à Saint-Maixent-sur-Vie. Jean Voisin exerce la profession de cultivateur. Après le décès de sa mère, son père se remarie avec Jolly Adèle Amélie . De cette union, naît un fils, Voisin Samuel Jean Louis Frédéric, né en 1883. Sa seconde épouse décède à son tour. Son père se marie une troisième fois. Il épouse Rocand Éléonore Marie avec qui il a une fille, Voisin Marie Armanda Alphonsine, née en 1900. Le 14 juin 1899 à Saint-Maixent-sur-Vie, Jean Voisin  se marie avec Proux Marie Angéline Joséphine (1878-1949). Il est mobilisé le 20 mars 1915 pour participer à la Première Guerre mondiale. Recruté à La Roche-sur-Yon, il intègre le 30 mai 1915 le 286e régiment d’infanterie territoriale en qualité de soldat. Il meurt après avoir combattu pour la France, le 5 novembre 1915, d’une maladie aggravée en service (« phlegmon urineux gangreneux») à l’hôpital temporaire n°5 à Amiens dans la Somme, à l’âge de 43 ans. 

## Politique et administration

### Liste des maires
| Période                                  | Période   | Identité        | Étiquette | Qualité                                                        |
| ---------------------------------------- | --------- | --------------- | --------- | -------------------------------------------------------------- |
| Les données manquantes sont à compléter. |           |                 |           |                                                                |
| avant 1959                               | 1966      | Émile Berthomé  |           |                                                                |
| 1966                                     | mars 2008 | Henri Morisseau |           | Artisan menuisier retraité 2e vice-président de la CC Atlancia |
| mars 2008                                | mai 2020  | Jean Grossin    | SE        | Conseiller technico-commercial retraité                        |
| mai 2020                                 | En cours  | Jean Soyer      |           | Chef d'entreprise retraité                                     |

### Instances administratives
Administrativement, Saint-Maixent-sur-Vie dépend de l'arrondissement des Sables-d'Olonne et du canton de Saint-Hilaire-de-Riez.
Au début de la Révolution, la commune appartient au canton d’Apremont, dans le district de Challans. De 1801 à 2015, la commune se situe dans l'arrondissement des Sables-d’Olonne et dans le canton de Saint-Gilles-sur-Vie (1801-1966), devenu canton de Saint-Gilles-Croix-de-Vie (1966-2015).
Saint-Maixent-sur-Vie est l'une des neuf communes fondatrices de la communauté de communes Atlancia-des-Vals-de-la-Vie-et-du-Jaunay, structure intercommunale ayant existé entre le 1er janvier 1993 et le 31 décembre 2009. Depuis le 1er janvier 2010, la commune est membre du Pays de Saint-Gilles-Croix-de-Vie Agglomération.

## Environnement
Saint-Maixent-sur-Vie a obtenu deux fleurs au Concours des villes et villages fleuris (palmarès 2007).
Saint-Maixent-sur-Vie est située en bordure du fleuve Vie.

## Population et société

### Démographie

#### Évolution démographique
L'évolution du nombre d'habitants est connue à travers les recensements de la population effectués dans la commune depuis 1793. Pour les communes de moins de 10 000 habitants, une enquête de recensement portant sur toute la population est réalisée tous les cinq ans, les populations de référence des années intermédiaires étant quant à elles estimées par interpolation ou extrapolation. Pour la commune, le premier recensement exhaustif entrant dans le cadre du nouveau dispositif a été réalisé en 2004.

En 2022, la commune comptait 1 196 habitants, en évolution de +13,36 % par rapport à 2016 (Vendée : +5,33 %, France hors Mayotte : +2,11 %).
| 1793 | 1800 | 1806 | 1821 | 1831 | 1836 | 1841 | 1846 | 1851 |
| ---- | ---- | ---- | ---- | ---- | ---- | ---- | ---- | ---- |
| 285  | 268  | 299  | 291  | 308  | 303  | 267  | 304  | 332  |

| 1856 | 1861 | 1866 | 1872 | 1876 | 1881 | 1886 | 1891 | 1896 |
| ---- | ---- | ---- | ---- | ---- | ---- | ---- | ---- | ---- |
| 364  | 346  | 335  | 354  | 392  | 409  | 384  | 398  | 415  |

| 1901 | 1906 | 1911 | 1921 | 1926 | 1931 | 1936 | 1946 | 1954 |
| ---- | ---- | ---- | ---- | ---- | ---- | ---- | ---- | ---- |
| 415  | 486  | 466  | 450  | 447  | 426  | 435  | 420  | 407  |

| 1962 | 1968 | 1975 | 1982 | 1990 | 1999 | 2004 | 2006 | 2009 |
| ---- | ---- | ---- | ---- | ---- | ---- | ---- | ---- | ---- |
| 384  | 357  | 360  | 414  | 453  | 515  | 686  | 735  | 878  |

| 2014  | 2019  | 2022  | - | - | - | - | - | - |
| ----- | ----- | ----- | - | - | - | - | - | - |
| 1 025 | 1 124 | 1 196 | - | - | - | - | - | - |

#### Pyramide des âges
En 2018, le taux de personnes d'un âge inférieur à 30 ans s'élève à 35,6 %, soit au-dessus de la moyenne départementale (31,6 %). À l'inverse, le taux de personnes d'âge supérieur à 60 ans est de 22,3 % la même année, alors qu'il est de 31,0 % au niveau départemental.
En 2018, la commune comptait 562 hommes pour 539 femmes, soit un taux de 51,04 % d'hommes, largement supérieur au taux départemental (48,84 %).
Les pyramides des âges de la commune et du département s'établissent comme suit.
| Hommes | Classe d’âge | Femmes |
| ------ | ------------ | ------ |
| 0,6    | 90 ou +      | 1,2    |
| 4,9    | 75-89 ans    | 5,0    |
| 15,2   | 60-74 ans    | 17,7   |
| 18,1   | 45-59 ans    | 17,7   |
| 24,0   | 30-44 ans    | 24,5   |
| 14,6   | 15-29 ans    | 9,9    |
| 22,6   | 0-14 ans     | 23,9   |

| Hommes | Classe d’âge | Femmes |
| ------ | ------------ | ------ |
| 0,8    | 90 ou +      | 2,2    |
| 8,7    | 75-89 ans    | 11,1   |
| 20,3   | 60-74 ans    | 21,3   |
| 20     | 45-59 ans    | 19,4   |
| 17,5   | 30-44 ans    | 16,8   |
| 15     | 15-29 ans    | 13,2   |
| 17,7   | 0-14 ans     | 16,1   |

## Lieux et monuments

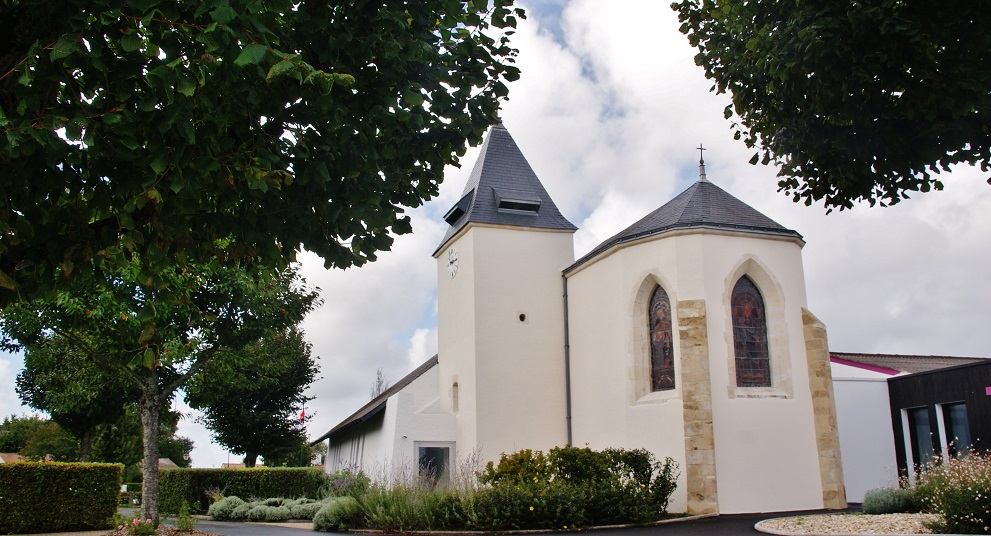
L'église de Saint-Maixent-sur-Vie.

- Place de l'Église : la pierre de criée.
- L'église paroissiale Saint-Maixent.